# 東良駅
東良駅（トンニャンえき）は、大韓民国忠清北道忠州市東良面にある韓国鉄道公社忠北線の駅である。
主な業務は駅の近くにある大韓民国空軍・陸軍の燃料庫への燃料輸送である。一方、旅客列車は当駅に停車しない。

## 駅構造
- 島式ホーム1面2線の地上駅。

## 歴史
- 1967年7月1日 - 普通駅に昇格。
- 2008年6月3日 - 乗車券販売中止。

## 隣の駅
韓国鉄道公社
忠北線
忠州駅  - （牧杏駅） - （東良駅） - 三灘駅